# خروبژ
خروبژ (به لهستانی:  Chroberz) یک روستا در لهستان است که در گمینا زووتا واقع شده‌است. خروبژ ۹٫۲۴ کیلومتر مربع مساحت و ۹۶۴ نفر جمعیت دارد.